# Ian Murdock
Ian Murdock (ur. 28 kwietnia 1973 w Konstancji, zm. 28 grudnia 2015 w San Francisco) – amerykański informatyk, założyciel projektu Debian oraz komercyjnej firmy i komercyjnej dystrybucji Progeny Linux Systems.
W roku 1993, podczas studiów na Uniwersytecie Purdue, gdzie zdobył licencjat w informatyce, opublikował Manifest Debiana. Nazwa Debian powstała z połączenia imion jego byłej żony (wtedy dziewczyny) Debry i jego własnego.
Po dołączeniu do firmy Sun Microsystems został liderem projektu OpenSolaris, mającego na celu stworzenie otwartej wersji systemu Solaris.
Zmarł 28 grudnia 2015 roku w San Francisco. Po przeprowadzeniu sekcji zwłok ustalono, że przyczyną śmierci było samobójstwo przez powieszenie.